# Alexandra Nikolajevna van Rusland

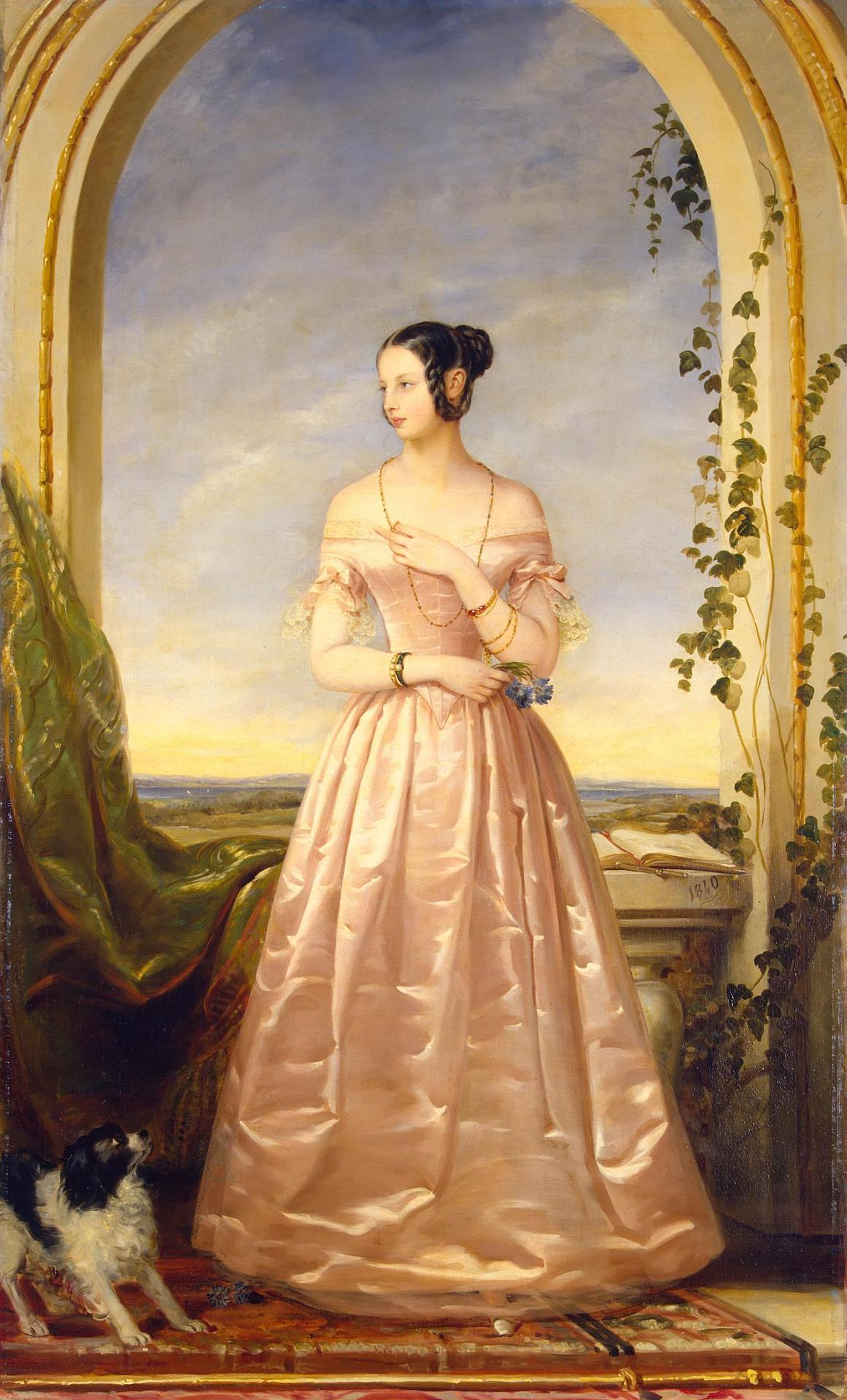
Grootvorstin Alexandra Nikolajevna van Rusland

Alexandra Nikolajevna Romanova (Russisch: Александра Николаевна Рома́новa) (Sint-Petersburg, 24 juni 1825 – Poesjkin, 10 augustus 1844), was de jongste dochter van tsaar Nicolaas I van Rusland en diens echtgenote Charlotte van Pruisen (ook wel Alexandra Fjodorovna). Binnen de familie werd Alexandra “Adini” genoemd. Volgens de memoires van haar oudere zuster Olga Nikolajevna, was zij het favoriete kind van de tsaar, volgens de tsaar had alleen Alexandra het Pruisische uiterlijk van hun moeder geërfd. De tsaar noemde haar ook wel “mijn kleine moppet”.

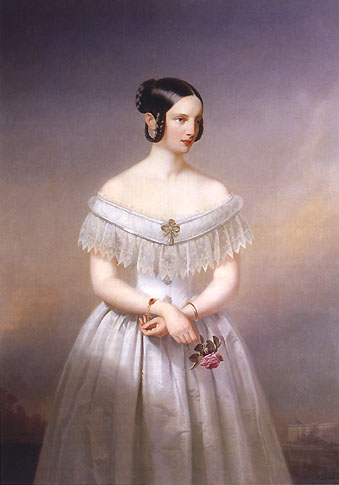
Grootvorstin Alexandra Nikolajevna van Rusland

Alexandra was beroemd in de rijke kringen van Sint-Petersburg, dit vanwege haar schoonheid en haar levendige persoonlijkheid. Ze was ook de muzikant van haar familie.
Op 28 januari 1844 trouwde Alexandra met Frederik Willem Karel George Adolf, Landgraaf van Hessen-Kassel (1820-1884) in Sint-Petersburg. Haar man was de enige zoon van prins Willem van Hessen-Kassel en diens echtgenote prinses Louise Charlotte van Denemarken.
Alexandra werd ernstig ziek door tuberculose kort voor haar trouwdag. Dit zorgde voor problemen tijdens haar zwangerschap, die kort na de trouwdag begon. Ze was nooit sterk genoeg om te reizen naar Hessen, om haar nieuwe positie te bekleden samen haar man. Ze bleven in Sint-Petersburg, waar haar gezondheid snel slechter werd.
Ze beviel te snel van haar baby, drie maanden voor ze was uitgeteld. Ze baarde een zoon, Willem. Het jongetje stierf vlak na zijn geboorte, en Alexandra stierf later op dezelfde dag op 10 augustus 1844. Haar ouders waren kapot van haar dood, beiden bleven tot aan hun eigen dood om Alexandra rouwen. Ze werd samen met haar zoontje in haar armen begraven in de Petrus en Pauluskathedraal te Sint-Petersburg.
Tien jaar later hertrouwde Frederik Willem met prinses Anna van Pruisen. Uit dit huwelijk kwamen zes kinderen voort.
In de tuinen van het Peterhof dicht bij Sint-Petersburg, is een herdenkingsbankje met een klein buste van de Grootvorstin. Haar kamers in het paleis werden op verzoek van de tsaar en tsarina op precies dezelfde manier achtergelaten zoals Alexandra dat had gedaan.